# پترو لوچینسکی
پترو لوچینسکی (انگلیسی: Petru Lucinschi؛ زادهٔ ۲۷ ژانویهٔ ۱۹۴۰) یک سیاست‌مدار اهل مولداوی است. وی از ژانویه ۱۹۹۷ تا آوریل ۲۰۰۱ رئیس‌جمهور این کشور بود.